# エドゥアルト・ファン・ベイヌム
エドゥアルト・ファン・ベイヌム（Eduard van Beinum, 1901年9月3日 - 1959年4月13日）は、オランダの指揮者。

## 生涯
オランダ東部の町アーネムの音楽一家のもとで生まれ、幼少の頃から兄についてヴァイオリンとピアノの手ほどきを受け、16歳でアルンヘム管弦楽団のヴァイオリニストとして入団し、その傍ら指揮の勉強を始め、翌年にはアムステルダム音楽院に入学し、ピアノ、ヴィオラ、作曲を学ぶ。
1920年にはまずピアニストとしてデビューしたが、同時に各地のアマチュアの合唱団やオーケストラで指揮をとり始め、まもなく指揮者に転向した。1927年にプロの指揮者としてデビューし、同時期にハールレム交響楽団の音楽監督に就任。1929年の6月に、アムステルダム・コンセルトヘボウ管弦楽団へデビューし、1931年にピエール・モントゥーの推薦とウィレム・メンゲルベルクの招きで同楽団の次席指揮者となった後、1938年からはメンゲルベルクとともに首席指揮者として活躍した。1945年以降は常任指揮者。また、その間客演指揮者として、レニングラード・フィル、ロンドン交響楽団等、ヨーロッパ各地の交響楽団に出演。
戦後の1945年、メンゲルベルクがナチスへの協力の廉でスイスに追放されると、ベイヌムはメンゲルベルクの後をついで、コンセルトヘボウ管弦楽団の音楽監督兼終身指揮者に就任した。またコンセルトヘボウ管弦楽団とロンドン公演を行い、1949年から1951年にかけてロンドン・フィルハーモニー管弦楽団の首席指揮者に就任。1954年にはフィラデルフィア管弦楽団を指揮してアメリカへのデビューを果たした。1956年から1958年にかけて、ロサンジェルス・フィルハーモニックの終身指揮者として迎えられた。
元来病気がちで、晩年には心臓病を患っていた。1959年の4月13日に、アムステルダムでブラームスの交響曲第1番のリハーサルを行っていた最中に心臓発作で倒れ、57歳で死去した。
ブルックナーの演奏で知られるほか、バッハからドビュッシー、バルトーク、ショスタコーヴィチやオランダの現代音楽に至るまで幅広いレパートリーを誇っていた。

## 演奏について
ベイヌムは新即物主義に属する演奏家が台頭してきた世代に属する指揮者であるが、その音楽は決して形式的な冷たいものではなく、常に暖かな音楽性と瑞々しさに満ちたものであった。また前任のメンゲルベルクが濃厚なロマンティシズムと強烈な個性を過剰なまでにむきだしたのに対して、ベイヌムは飽くまで作曲家が楽譜に書き込んだ音楽自らに語らせるという、真摯で正統的な演奏を行った。リハーサルも前任のメンゲルベルクとは大きく異なり、練習後は指揮台に残って団員と相談して問題解決していく姿勢を貫き、オーケストラに自発性を大きく求めた点でも対照的である。録音は少なくないものの、ステレオ黎明期に倒れたことは死後の名声を維持する点でマイナスに響いた。それでもなお今日も忘れられることなく一定のファンに愛されている指揮者である。

## 録音
ベイヌムは1941年にドイツのテレフンケンとドイツ・グラモフォン（ポリドール）の2つのレーベルに録音を残し、戦後は1946年から1953年にかけてイギリス・デッカと、1954年から1958年までオランダ・フリップスに多くの録音を残している。またデッカにはロンドン・フィルとコンセルトヘボウ管を指揮して30枚ほどのLPを残している。

### デッカへの録音
- ハイドン:交響曲第94番『驚愕』、第100番『軍隊』
- モーツァルト:交響曲第35番『ハフナー』
- ベートーヴェン:交響曲第2番、交響曲第7番、バレエ音楽『プロメテウスの創造物』
- シューベルト:劇音楽『ロザムンデ』（抜粋）
- ブラームス:交響曲第1番、大学祝典序曲、悲劇的序曲
- ベルリオーズ:幻想交響曲、序曲『ローマの謝肉祭』
- ブルックナー:交響曲第7番
- ラヴェル:ボレロ、ラ・ヴァルス
- シベリウス:交響詩『フィンランディア』、交響詩『エン・サガ』、悲しきワルツ
- マーラー:交響曲第4番
- ブリテン:青少年のための管弦楽入門、春の交響曲

などがある。

### フィリップスへの録音
- J.S.バッハ:管弦楽組曲（全曲）
- ヘンデル:水上の音楽（F.クリュザンダー版による演奏）
- モーツァルト:交響曲第29番
- シューベルト:交響曲第3番、第6番、第8番『未完成』
- メンデルスゾーン:交響曲第4番『イタリア』
- ブラームス:交響曲全集
- ドビュッシー:夜想曲、交響詩『海』
- ブルックナー:交響曲第5番、第8番、第9番
- マーラー:交響曲第4番、大地の歌

などがある。

## その他
- トレーナーとしても傑出し、楽団員から崇拝されていた。